# Unité urbaine de Vagney
L'unité urbaine de Vagney est une unité urbaine française centrée sur les communes de Saint-Amé et de Vagney dans le département des Vosges et la région Grand-Est.

## Données générales
En 2020, selon l'INSEE, elle est composée de dix communes.
Dans le zonage de 2010, ces dix communes faisaient partie de l'unité urbaine de la Bresse, composée alors de 14 communes.
En 2022, avec 12 949 habitants, elle représente la 5e unité urbaine du département des Vosges.
En 2022, sa densité de population s'élève à 89 hab/km2. Par sa superficie, elle représente 2,48 % du territoire départemental et, par sa population, elle regroupe 3,61 % de la population du département des Vosges.

## Composition selon la délimitation de 2020
Elle est composée des dix communes suivantes :
| Nom               | Code Insee | Département | Statut       | Superficie (km2) | Population (dernière pop. légale) | Densité (hab./km2) | Modifier                                    |
| ----------------- | ---------- | ----------- | ------------ | ---------------- | --------------------------------- | ------------------ | ------------------------------------------- |
| Saint-Amé         | 88409      | Vosges      | ville-centre | 8,07             | 2 140 (2022)                      | 265                | modifier les données · modifier les données |
| Vagney            | 88486      | Vosges      | ville-centre | 24,91            | 3 873 (2022)                      | 155                | modifier les données · modifier les données |
| Basse-sur-le-Rupt | 88037      | Vosges      | banlieue     | 13,73            | 854 (2022)                        | 62                 | modifier les données · modifier les données |
| Cleurie           | 88109      | Vosges      | banlieue     | 11,04            | 648 (2022)                        | 59                 | modifier les données · modifier les données |
| La Forge          | 88177      | Vosges      | banlieue     | 4,72             | 515 (2022)                        | 109                | modifier les données · modifier les données |
| Gerbamont         | 88197      | Vosges      | banlieue     | 9,69             | 353 (2022)                        | 36                 | modifier les données · modifier les données |
| Sapois            | 88442      | Vosges      | banlieue     | 16,89            | 629 (2022)                        | 37                 | modifier les données · modifier les données |
| Le Syndicat       | 88462      | Vosges      | banlieue     | 18,29            | 1 859 (2022)                      | 102                | modifier les données · modifier les données |
| Thiéfosse         | 88467      | Vosges      | banlieue     | 7,62             | 583 (2022)                        | 77                 | modifier les données · modifier les données |
| Le Tholy          | 88470      | Vosges      | banlieue     | 30,76            | 1 495 (2022)                      | 49                 | modifier les données · modifier les données |

## Démographie
| 1968   | 1975   | 1982   | 1990   | 1999   | 2010   | 2015   | 2021   |
| ------ | ------ | ------ | ------ | ------ | ------ | ------ | ------ |
| 10 877 | 11 612 | 12 270 | 12 706 | 12 731 | 13 333 | 13 340 | 13 004 |